# Gerhard Janensch

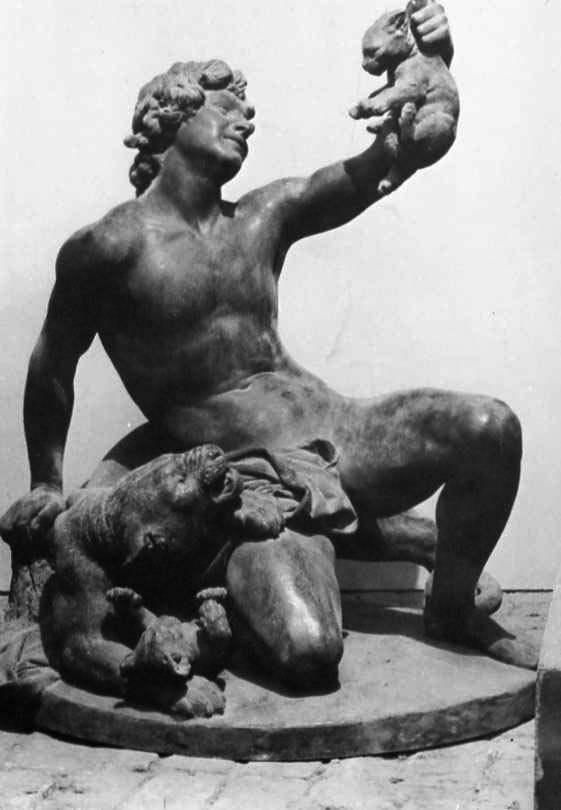
Bacanal con Panteras.

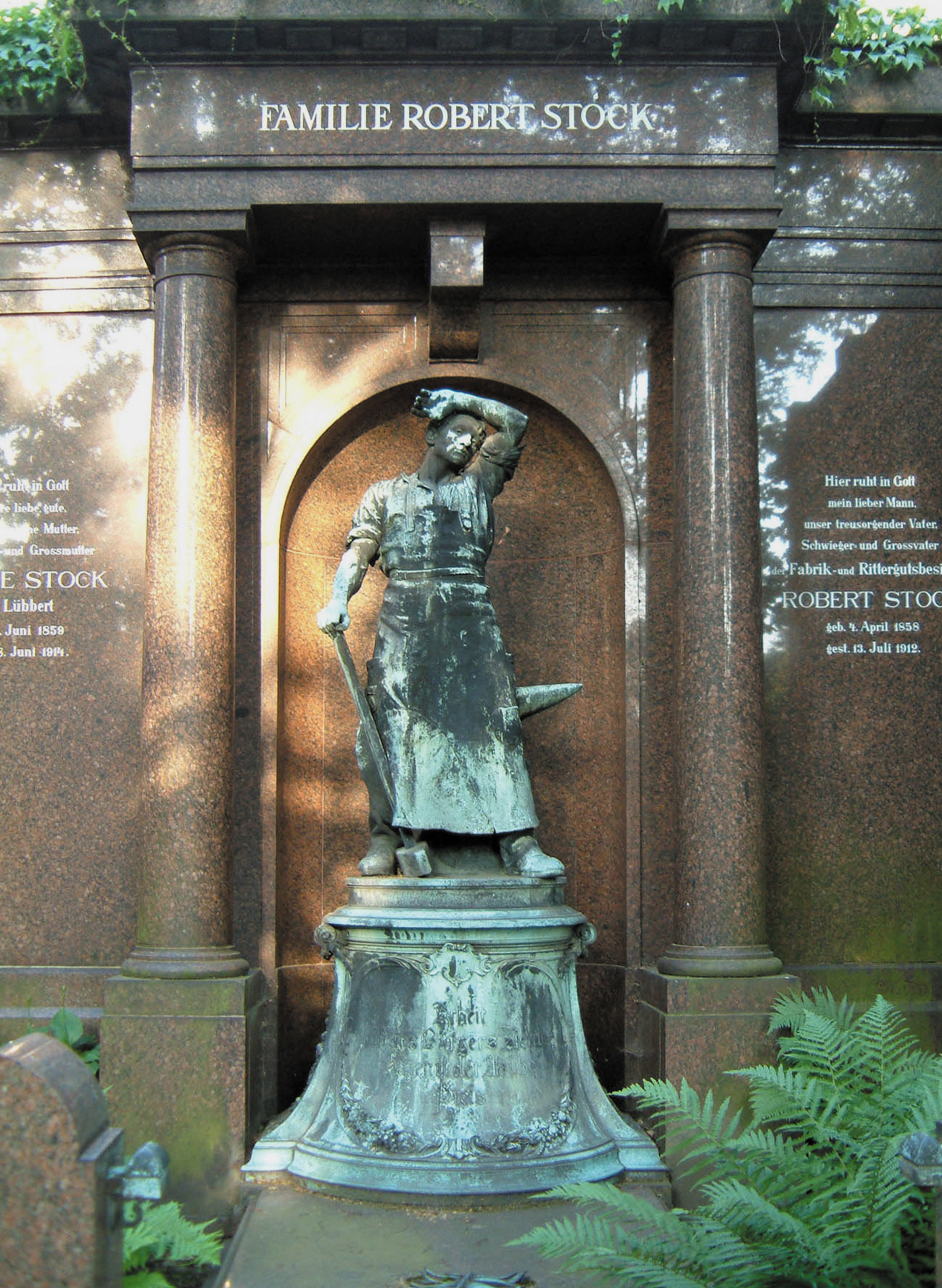
"El Herrero" en la tumba de Robert Stock.

Gerhard Adolf Janensch (24 de abril de 1860, Zamborst - 2 de febrero de 1933, Berlín) fue un escultor y medallista alemán.

## Biografía
A la edad de diecisiete años ingresó en la Academia de las Artes Prusiana, donde estudió bajo la supervisión de Fritz Schaper, Albert Wolff y Paul Thumann. En 1880, empezó su propio estudio en Viena, pero retornó para trabajar con Schaper en 1883. Al año siguiente, se unió a la Asociación de Artistas Alemanes y recibió un estipendio para estudiar en Roma por su trabajo "Bacchant mit Panthern". Finalmente se hizo autosuficiente en 1886 y empezó a enseñar en la Academia, donde permaneció hasta 1924. Además de escultura, enseñó talleres de carpintería, herrería, cerrajería y alfarería. En 1892, sucedió a Wolff como jefe de la clase de modelado y fue nombrado miembro pleno de la Academia en 1897.
Uno de sus mecenas más prominentes fue el empresario y pionero de las telecomunicaciones Robert Stock. La figura del herrero que Janensch hijo para ser mostrada en la Exhibición de Arte del Gran Berlín en 1897 posteriormente sería la escultura en la tumba de Stock. Otras figuras de trabajadores industriales (fundidores, sopladores de vidrio, caldereros, etc.) fueron una exhibición destacada en la exposición de "Arte y Tecnología" que se realizó en el Museo Folkwang en 1928.

## Obras destacadas
- El Monumento a Johannes Bugenhagen en Wittenberg (Busto, 1894).
- La estatua de Asmus Jacob Carstens en el Altes Museum, Berlín.
- Una figura de Carl Friedrich Gauss en el Puente de Potsdam en Berlín (fundida durante la II Guerra Mundial)
- El Monumento a Heinrich Schüchtermann en Dortmund
- Der Große Kurfürst in der Jugend ("El Gran Elector y la Juventud"), un monumento para el Príncipe (después Elector) Federico Guillermo (mostrado con su perro), en Küstrin.